# هزینه‌های بازاریابی
مخارج بازاریابی (به انگلیسی: Marketing spending) کل مخارج یک سازمان برای فعالیت‌های بازاریابی است. معمولاً شامل تبلیغات و تبلیغات غیر پولی است. گاهی اوقات شامل هزینه‌های نیروی فروش می‌شود و ممکن است شامل تبلیغات قیمت گزاری نیز باشد. در یک نظرسنجی از نزدیک به ۲۰۰ مدیر ارشد بازاریابی، ۵۲ درصد پاسخ دادند که معیار «هزینه بازاریابی» را بسیار مفید می‌دانستند.
برای پیش‌بینی چگونگی تغییر هزینه‌های فروش با فروش، یک شرکت باید بین هزینه‌های فروش ثابت و هزینه‌های فروش متغیر تمایز قائل شود. تشخیص تفاوت بین هزینه‌های فروش ثابت و متغیر می‌تواند به شرکت‌ها کمک کند تا ریسک‌های نسبی مرتبط با استراتژی‌های فروش جایگزین را در نظر بگیرند. به‌طور کلی، استراتژی‌هایی که متحمل هزینه‌های فروش متغیر می‌شوند، ریسک کمتری دارند، زیرا در صورت عدم برآورده کردن انتظارات، هزینه‌های فروش متغیر کمتر باقی می‌ماند.

## هدف
هدف این معیار پیش‌بینی هزینه‌های بازاریابی و ارزیابی ریسک بودجه است. هزینه‌های بازاریابی اغلب بخش عمده ای از مخارج اختیاری کلی یک شرکت است. به این ترتیب، آنها عوامل تعیین‌کننده مهم سود کوتاه مدت هستند. البته، بودجه‌های بازاریابی و فروش را می‌توان به عنوان سرمایه‌گذاری در جذب و حفظ مشتریان نیز در نظر گرفت. با این حال، از هر دو منظر، تمایز بین هزینه‌های بازاریابی ثابت و هزینه‌های متغیر بازاریابی مفید است؛ یعنی مدیران باید تشخیص دهند که کدام هزینه‌های بازاریابی ثابت می‌ماند و کدام یک با فروش تغییر می‌کند. به‌طور کلی، این طبقه‌بندی نیازمند بررسی «خط به خط» از کل بودجه بازاریابی است.
به جای تغییر با فروش واحد، مجموع هزینه‌های متغیر فروش به احتمال زیاد مستقیماً با ارزش پولی واحدهای فروخته شده - یعنی با درآمد متفاوت است؛ بنابراین، این احتمال بیشتر است که هزینه‌های فروش متغیر به عنوان درصدی از درآمد بیان شود، نه یک مقدار پولی معین در هر واحد. طبقه‌بندی هزینه‌های فروش به عنوان ثابت یا متغیر به ساختار سازمان و تصمیمات خاص مدیریت بستگی دارد. با این حال، تعدادی از اقلام معمولاً در یک دسته یا دسته دیگر قرار می‌گیرند - با این شرط که وضعیت آنها به عنوان ثابت یا متغیر می‌تواند خاص زمان باشد. در دراز مدت، تمام هزینه‌ها در نهایت متغیر می‌شوند
در دوره‌های برنامه‌ریزی معمولی یک چهارم یا یک ساله، هزینه‌های بازاریابی ثابت ممکن است شامل موارد زیر باشد:
حقوق و پشتیبانی نیروی فروش.
کمپین‌های تبلیغاتی عمده، از جمله هزینه‌های تولید.
کارکنان بازاریابی
مواد تبلیغاتی فروش، مانند کمک‌های فروش در نقطه خرید، تولید کوپن، و هزینه‌های توزیع.
کمک هزینه تبلیغات تعاونی بر اساس فروش دوره قبل.
هزینه‌های بازاریابی متغیر ممکن است شامل موارد زیر باشد:
کمیسیون فروش به نیروی فروش، کارگزاران یا نمایندگان سازنده پرداخت می‌شود.
پاداش‌های فروش مشروط به دستیابی به اهداف فروش.
کمک هزینه‌های خارج از فاکتور و عملکرد برای تجارت، که با حجم فعلی مرتبط است.
شرایط پرداخت زودهنگام (اگر در بودجه‌های پیشبرد فروش لحاظ شده باشد).
پرداخت‌ها و تخفیف‌های ارزش اسمی کوپن، از جمله هزینه‌های پردازش.
بازپرداخت صورتحساب برای کمپین‌های محلی (بازپرداخت صورتحساب به مشتریان نیاز دارد که برای دریافت پرداخت یا اعتبار، مدرکی مبنی بر عملکرد ارائه کنند، در حالی که یک فاکتور خارج از فاکتور به سادگی از مجموع فاکتور کسر می‌شود). اینها توسط خرده فروشان انجام می‌شود، اما بر اساس فروش دوره جاری توسط برند ملی و کمک هزینه تبلیغات تعاونی بازپرداخت می‌شود.
بازاریابان اغلب بودجه خود را به صورت ثابت و متغیر در نظر نمی‌گیرند، اما می‌توانند با انجام این کار حداقل دو مزیت داشته باشند.
اولاً، اگر هزینه‌های بازاریابی در واقع متغیر است، بودجه بندی به این روش دقیق تر است. برخی از بازاریابان مبلغ ثابتی را بودجه بندی می‌کنند و سپس در صورتی که فروش اهداف اعلام شده خود را از دست بدهد، با اختلاف پایان دوره یا «واریانس» مواجه می‌شوند. در مقابل، یک بودجه انعطاف‌پذیر - یعنی بودجه‌ای که اجزای واقعاً متغیر آن را در نظر می‌گیرد - بدون توجه به اینکه فروش به کجا ختم می‌شود، نتایج واقعی را منعکس می‌کند. دوم، ریسک‌های کوتاه مدت مرتبط با هزینه‌های بازاریابی ثابت بیشتر از ریسک‌های مرتبط با هزینه‌های بازاریابی متغیر است. اگر بازاریابان انتظار داشته باشند که درآمدها نسبت به عوامل خارج از کنترل آنها حساس باشد - مانند اقدامات رقابتی یا کمبود تولید - می‌توانند ریسک را با گنجاندن هزینه‌های متغیر بیشتر و ثابت کمتر در بودجه خود کاهش دهند.
یک تصمیم کلاسیک که وابسته به هزینه‌های بازاریابی ثابت در مقابل هزینه‌های متغیر بازاریابی است، انتخاب بین جذب نمایندگان فروش قرارداد شخص ثالث در مقابل نیروی فروش داخلی است. استخدام یک نیروی فروش حقوق بگیر - یا عمدتاً حقوق بگیر - مستلزم ریسک بیشتری نسبت به گزینه جایگزین است زیرا حتی اگر شرکت نتواند به اهداف درآمدی خود دست پیدا کند، حقوق باید پرداخت شود. در مقابل، هنگامی که یک شرکت از کارگزاران شخص ثالث برای فروش کالاهای خود به صورت پورسانتی استفاده می‌کند، زمانی که اهداف فروش برآورده نمی‌شوند، هزینه‌های فروش آن کاهش می‌یابد.

## ساختار
مجموع هزینه‌های فروش (بازاریابی) ($) = مجموع هزینه‌های فروش ثابت ($) + مجموع هزینه‌های فروش متغیر ($)
کل هزینه‌های فروش متغیر ($) = درآمد ($) * هزینه فروش متغیر (%)

### هزینه‌های متغیر
انواع مختلفی از هزینه‌های فروش متغیر وجود دارد. برای مثال، هزینه‌های فروش می‌تواند بر اساس فرمول پیچیده‌ای باشد که در قراردادهای یک شرکت با کارگزاران و فروشندگانش مشخص شده است. هزینه‌های فروش ممکن است شامل مشوق‌هایی برای فروشندگان محلی باشد که با دستیابی به اهداف فروش خاص مرتبط است. آنها ممکن است شامل وعده‌هایی برای بازپرداخت هزینه‌های خرده فروشان برای تبلیغات تعاونی باشند. کمیسیون فروش نمونه ای از هزینه‌های فروش است که به نسبت درآمد متفاوت است. در نتیجه، هر کمیسیون فروش باید در هزینه‌های فروش متغیر گنجانده شود.

### هزینه‌های ثابت
در مقابل، پرداخت به یک وب‌سایت برای تعداد ثابتی از نمایش‌ها یا کلیک‌ها، در قراردادی که مستلزم پرداخت غرامت مالی خاص است، احتمالاً به عنوان هزینه‌های ثابت طبقه‌بندی می‌شود. از سوی دیگر، پرداخت برای تبدیل (فروش) به عنوان هزینه‌های بازاریابی متغیر طبقه‌بندی می‌شود.